# 大川由香
大川 由香（おおかわ ゆうか）は、日本ナレーション 声優。

## 略歴
2015年 - ゲームCV　スクウェア・エニックス 「アルカディアの蒼き巫女」イーヴ役（兼ストーリーテーラー）
2014年 - 中島貞夫監修、立命館大学制作映画「見えない繋がり」主役
2014年 - The OSAKA 48 Hour Film Project 2014 助演女優賞受賞 
シンガーソングライター「clover」「私はもう貴方に会いたくないわ」